# Ambos Camarines
La provincia de Ambos Camarines (1579-1829), (1854-1857), (1893-1917) fue una demarcación territorial histórica de Filipinas situada al sureste de la isla de Luzón, en la península de Bicol. Su capital era la antigua ciudad de Nueva Cáceres.

## Geografía
Esta provincia se encontraba situada al norte y al oeste de Albay y sureste de Tayabas, en la isla de Luzón, comprendiendo algunas islas  adyacentes. Su capital es Naga y la provincia comprendía los siguientes 40 municipios:
| - Baao - Basud - Bato - Buhi - Bula - Cabusao - Calabanga | - Camaligan - Canaman - Capalonga - Caramoan - Daet - Gainza - Goa | - Indan - Iriga - Labo - Lagonoy - Libmanan - Lupi - Magarao | - Mambulao - Milaor - Minalabac - Nabua - Naga - Pamplona - Paracale | - Pasacao - Pili - Ragay - Sagnay - San Fernando - San Jose | - San Vicente - Sipocot - Siruma - Talisay - Tigaon - Tinambac |

## Historia

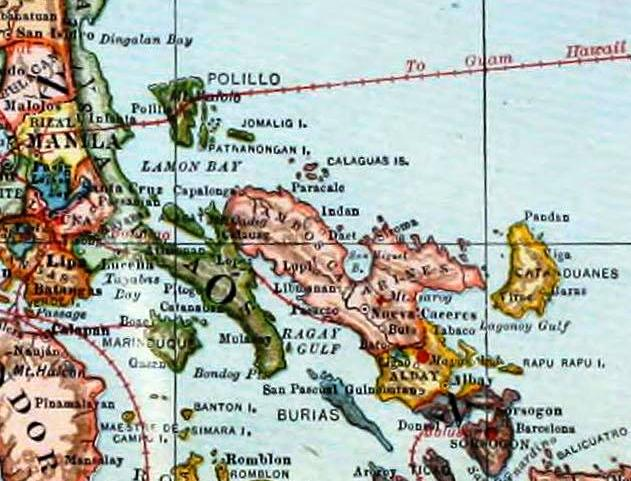
Ambos Camarines en 1921.

La provincia fue fundada en 1579. Se dividió en dos, Camarines Norte y Camarines Sur en 1829. En 1854 se reunificaron para volver a separarse después de tres años. En 1893, se reunieron de nuevo. 
El gobierno civil quedó establecido el 27 de abril de 1901 en su capital Naga.
En marzo de 1917 la provincia quedó dividida en dos, con los siguientes datos del censo de 1918:
- La provincia de Camarines Norte tenía una extensión superficial de 2018 km², la poblaban 50.822 almas que habitaban en 9 municipios con 132 barrios. Su capital era Daet.[3]
- La provincia de Camarines Norte tenía una extensión superficial de 5.366 km², la poblaban 218.980 almas que habitaban en 31 municipios con 426 barrios. Su capital era Naga.[4]